# Luigi Ferrari Bravo
Luigi Ferrari Bravo (* 5. August 1933 in Neapel; † 7. Februar 2016 in Rom) war ein italienischer Jurist. Er war von 1995 bis 1997 als Richter am Internationalen Gerichtshof sowie von 1998 bis 2001 am Europäischen Gerichtshof für Menschenrechte tätig und gehörte von 1997 bis 1998 der Völkerrechtskommission der Vereinten Nationen an.

## Leben
Luigi Ferrari Bravo wurde 1933 in Neapel geboren und schloss 1956 an der dortigen Universität ein Studium der Rechtswissenschaften mit dem Doktorat ab. Anschließend wirkte er an der Universität seiner Heimatstadt als Assistenzprofessor im Bereich des internationalen Rechts. Ab 1961 war er Professor an der Universität Bari, an der er 1968 zum ordentlichen Professor und Direktor des Instituts für internationales Recht ernannt wurde. Im Jahr 1974 wechselte er als Professor für internationale Organisationen an das Istituto Universitario Orientale in Neapel, an dem er von 1975 bis 1976 auch Dekan der politikwissenschaftlichen Fakultät war. Ab 1976 war er an der Scuola Nazionale dell’Amministrazione in Rom tätig, bevor er 1979 Professor für Europarecht an der politikwissenschaftlichen Fakultät der Universität Rom wurde. Er lehrte dort ab 1982 internationales Recht und übernahm 1991 den Bereich des Europarechts an der juristischen Fakultät. In den Jahren 1975 und 1982 wirkte er als Dozent an der Haager Akademie für Völkerrecht.
Ferrari Bravo war Delegierter Italiens bei verschiedenen internationalen Konferenzen, so unter anderem 1968 bei der Internationalen Konferenz über Menschenrechte in Teheran und von 1975 bis 1977 bei der diplomatischen Konferenz in Genf zur Ausarbeitung der Zusatzprotokolle zu den Genfer Konventionen, und vertrat sein Heimatland vor dem Europäischen Gerichtshof (EuGH), dem Europäischen Gerichtshof für Menschenrechte (EGMR) sowie dem Internationalen Gerichtshof (IGH). 1995 wurde er als Nachfolger seines im Amt verstorbenen Landmanns Roberto Ago zum Richter an den IGH in Den Haag gewählt, an dem er von Juni 1995 bis zum turnusmäßigen Ende von Agos Amtszeit im Februar 1997 tätig war. Von 1998 bis 2001 wirkte er als Vertreter San Marinos als Richter am EGMR in Straßburg. Darüber hinaus gehörte er dem Ständigen Schiedshof an und war von 1997 bis 1998 Mitglied der Völkerrechtskommission der Vereinten Nationen. Im Jahr 1991 wurde er in das Institut de Droit international aufgenommen. Er starb 2016 in Rom.